# God Bless Our Homeland Ghana
God Bless Our Homeland Ghana este imnul național din Ghana.